# Aika Online
Aika Online é um MMORPG free-to-play desenvolvido pela empresa coreana HanbitSoft. Lançado em 2009, Aika online ganhou o prêmio Korean Game Awards na categoria "Melhor jogo". No Brasil, é distribuído pela Ongame e sua atualização mais recente é o Epic III: Nova Era.

## História
Antes de qualquer ser vivo povoar a terra, uma única deusa reinava grandiosa e solitária por entre os mundos, a deusa Aika. Cansada da solidão que a cercava, criou um novo planeta e este tornou-se perfeito: campos esverdeados, animais de todas as espécies imagináveis assim como todos os habitantes que conviviam amigavelmente. Porém, a perfeição tornou-se extremamente cansativa e os habitantes, que anteriormente se vangloriavam dela, se retiraram para as terras mais profundas e de lá só sairiam quando conquistassem algum objetivo na vida.
A deusa Aika entristeceu-se por ter o lugar novamente deserto, então uma nova raça foi criada: os Humanos. Estes, diferentemente dos primeiros habitantes, possuíam a maldade e a bondade, sendo que uns possuíam a bondade em maior quantidade, enquanto em outros a maldade era predominante. Esses dois lados tão diferentes passaram a guerrear entre si e, nas primeiras guerras, a ganância dos Humanos começou a destruir o mundo perfeito criado pela deusa. Depois de duas experiências frustradas, Aika criou os últimos habitantes: os Zerecas. Estes controlariam e puniriam os Humanos que tivessem um mau comportamento. Tudo corria bem... até que algo saiu do controle.
Os Zerecas, obcecados por exterminar os humanos, iniciaram uma matança e a maioria dos Humanos não sobreviveu ao episódio. A deusa Aika, infeliz com o episódio, adormeceu, assim como todos os Zerecas... até agora.
Aika Online começa 300 anos depois. A grande deusa começa a despertar lentamente e com ela os Zerecas, dispostos a acertar contas com os Humanos que os fizeram reféns da deusa durante uma eternidade. Atualmente o nível máximo a ser atingido é 99.

## Nova Era
Muitos anos se passaram desde que os Zerecas dormiram. A destruição que eles causaram foi um mal necessário, afinal, a Deusa Aika criou os seres humanos com a mesma quantidade de Bondade e Maldade. Tamanha liberdade fez com que muitos escolhessem a trilha da maldade, por ser mais o mais tentador e recompensador.
Era mais do que necessário punir os Elters que escolheram esse caminho para, justamente, evitar com que nem todos escolhessem o lado obscuro, para isso ela criou também os Zerecas e talvez ai ela tenha exagerado um pouco no seu senso de "Justiça".
Ao ver o tanto de Caos que sua escolha trouxe, a Deusa entrou em um profundo sono, assim como os Zerecas, afinal, eles são fragmentos da própria Aika. Porém nem tudo funciona como deveria quando se trata de coisas tão complexas, um dos Zerecas nunca dormiu como seus irmãos e, gradativamente, seu ódio ficara tão grande quanto o seu senso de "Justiça".
Não era mais "Justo", ele foi o primeiro a ser criado, assim a Deusa "exagerou" um pouco na força desse monstro terrível, assim nasceu Farel, o imortal.
Sua ira foi tão grande que depois de muitos anos se escondendo ele se levantou como nunca antes. Sem demonstrar piedade e compaixão alguma, ele dizimou Lakia, Devir's, Altares, Santuários, nada mais está em pé, é o fim. Ninguém tem a força necessária para destruir tamanha monstruosidade.
Odeon fora a primeira a cair, seguida por Tibérica, a rivalidade entre Ellora e Basílica fez com que ambas fossem dizimadas e por fim sozinha, Elsinore foi devastada. Algumas pessoas conseguiram fugir por Amarkand, outras por Leopold, algumas até arriscaram por Karena e por muita sorte conseguiram escapar do genocídio generalizado.
Após essa fuga, todos esses Elters se juntaram para discutir como seria o mundo a partir daquele ponto, porém, muitas ideias não batiam, então se destacaram três grandes grupos que poucos anos dali dariam berço a três grandes nações, rivais, com objetivos únicos.
Dando início a uma nova era! Agora três nações lutam em Arcan!
Após 150 anos de pesquisas, o Distrito Militar vazou informações sobre a Administração Interna do Governo, chegando mais a fundo sobre a história de Lakia
Muitos anos se passaram desde que a Deusa Aika e os Zerecas adormeceram. A destruição que os Zerecas causaram foi um mal necessário, afinal, a Deusa Aika criou os seres humanos com a mesma quantidade de Bondade e Maldade. Após algum tempo de calmaria após a criação dos humanos, alguns deles começaram a seguir caminhos errados e causar destruição por onde passavam. Irritada e amargurada com o ódio e destruição que os humanos causaram em Arcan, ela criou alguém que pudesse puni-los.
Usando a sua essência ilimitada ela jurou criar uma raça que poderia limpar a corrupção que caia sobre Arcan. Em nesse estado de tristeza que ela deu vida aos Zerecas, uma raça que julgaria os atos e se necessário executaria os humanos. Ela desesperadamente colocou seus fragmentos de essência ilimitada neles – É melhor deixar imponentes aqueles que vão preservar ou condenar. Então a Deusa lançou os Zerecas em Arcan... E rezou.
Aika se cansou de fazer tantos esforços para fazer um mundo sem defeitos. Ela observou, aterrorizada, enquanto a sede de sangue e poder dos Zerecas levavam a humanidade há extinção e forçando eles a se esconderem com medo. Cheia de remorso, ela percebeu que não tinha esperanças para sua terceira criação, os Zerecas. Ela deveria de alguma forma defender os humanos de sua extinção.
Ela se revelou para o Grande Profeta dos Humanos, Giovanni para comandar um êxodo em massa para a região de Lakia. Com o seu poder restante ela levantou Lakia e os sobreviventes aos céus, longe das garras dos Zerecas. De coração partido e exausto, Aika caiu em um sono profundo, e os fragmentos de seu próprio poder nos Zerecas fizeram com que eles caíssem adormecessem junto.
Trezentos anos se passaram e os seres humanos têm prosperado em Lakia, a terra dos céus. Após tantos anos, o poder que mantinha Aika e os Zerecas em profundo sono foi se enfraquecendo e assim começou o despertar. Com o enfraquecimento do poder de Aika, um Zereca que não estava próximo às terras dos humanos, despertou em fúria ao perceber que foi forçado a adormecer. Não era um Zereca qualquer, era o líder do esquadrão de execução. Farel, O Imortal.
Mais Farel não estava totalmente despertado, então ele se escondeu para poder ter novamente o seu poder total. Enquanto Farel se escondia, Aika requisitou seus próprios emissários escolhidos entre os seres humanos – uma classe conhecida como Elters – para proteger sua raça do mal. Mais para frente ela criou as Prans, familiares de fadas com poderes elementares para auxiliar os Elters.
Após muitos anos se escondendo Farel despertou totalmente, cheio de ira, sem nenhuma piedade ele começou o ataque sobre a terra flutuante de Lakia. Devir’s que guardavam relíquias sagradas foram totalmente dizimados e suas relíquias perdidas, Altares para a Deusa Aika não ficaram em pé. Farel conseguiu convencer os 3 Dragões Demoníacos Reagor, Tobiatos e Morrventra a juntarem-se a ele em sua vingança contra a Deusa Aika e suas criações.
O povo de Odeon por ser uma nação que tinha mais conhecimento em caçadas de monstros foram os primeiros a enfrentarem a fúria de Farel de frente, mas também foram os primeiros a terem grandes perdas, tanto em contingencia quanto na sua nação, a combinação dos três Dragões foi imbatível, logo pereceram. A rivalidade entre Ellora e Tibérica e suas brigas internas fez com que não percebessem o que estava prestes a vir, com guerras entre eles, os deixaram fracos e foram rapidamente abatidos por Farel. Esperando que Basilica, uma nação militarista e cheia de poder de ataque pudesse dar um fim ao ataque de Farel, Elsinore avisou sua aliança sobre o mal que estava se aproximando rapidamente, que Odeon, Ellora e Tibérica já haviam caído.
Basilica seguindo o conselho de Elsinore se preparou com tudo que tinha, porém Farel chegou com uma surpresa que nem Basilica e Elsinore com seus imensos contingentes puderam fazer uma grande baixa no exército de Farel.
Os irmãos Ikidos e Lenya líderes dos Lycans haviam chegado, uma combinação muito temida que levou milhares de Elters abaixo. Observando todas as baixas que o exército de humano estava sofrendo no campo de batalha, os líderes sobreviventes de Basilica e Elsinore ordenaram a retirada dos sobreviventes, algumas pessoas conseguiram fugir usando o Karak Aéreo indo se refugiar no acampamento de Leopold, uma vez que os três Dragões não estavam mais lá tinha uma certa segurança e outros se arriscaram indo para Karena já que lá possuía o Canhão de Facion que poderia se útil de alguma forma.
Após a fuga dos sobreviventes das cinco nações, todos esses Elters se juntaram para discutir o que iriam fazer a partir daquele ponto, porém, muitas ideias não batiam. Então se destacaram três grandes grupos experientes e que tinham algum conhecimento que dariam berço a três grandes nações, rivais, com objetivos únicos.
Dando início a uma nova era! Agora existe um novo mundo

## Classes
Em Aika Online existem três profissões que se ramificam em duas classes cada: Templária, Guerreiro, Atirador, Pistoleira, Clériga e Feiticeiro Negro.
Templária: as templárias são as protetoras da grande deusa Aika. Para fazer jus ao seu título, esta classe conta com habilidades que absorvem, refletem e diminuem dano e efeito de habilidades ofensivas inimigas. Por possuírem escudos e lâminas de uma mão, tal como habilidades mais defensivas do que ofensivas, as templárias contam com defesa e resistência incríveis e são indispensáveis no roubo de relíquias de nações inimigas. Porém, deixam a desejar no quesito ataque. É uma classe recomendada aos que possuem mais paciência para a matança e, por serem da classe dos lutadores, as templárias possuem baixa defesa mágica, o que requer atenção dobrada quando o oponente é uma Clériga ou um Feiticeiro Negro.
Guerreiro: a classe mais equilibrada de Aika, tanto no quesito PvP (Player Vs Player) quanto PvE (Player Vs Environment). Por usarem grandes espadas de duas mãos e armaduras pesadas, possuem um dos maiores poderes de ataque e defesa físicos do jogo, por isso são fortes nas guerras e na entrada individual de calabouços. Suas variadas habilidades ofensivas, combinadas com as de suporte que fortificam todos do grupo por perto, tornam essa classe um importante trunfo nas batalhas. Entretanto, se ela deseja sobrevivência no campo de batalha, precisa de atenção redobrada em relação aos personagens mágicos. Pelo seu equilíbrio de status é, atualmente, a classe mais procurada para o título de Marechal, pois com os buffs de Marechal ele se torna um titã quase invencível que, antes de sucumbir por enfrentar muitos inimigos de uma vez, mata metade deles.
Atirador: o atirador, por possuir habilidade de invisibilidade e de dano massivo, é o responsável por matanças rápidas e sorrateiras tanto no campo de batalha quanto em lutas individuais. Acaba com fileiras inteiras de inimigos antes de saberem o que os atingiu. Em níveis mais avançados, a classe conta com a habilidade de disparar tiros que afetam áreas inteiras, bem como com o poder de construir torres de disparo automático. Com seu ataque elevado e seu alto percentual crítico, os atiradores são ideais para aniquilar qualquer inimigo em seu caminho. Essa classe pode se tornar muito frágil quando pega de surpresa, por isso aqueles que vão escolher os atiradores devem ser cuidadosos nos usos das suas habilidades.
Pistoleira: considerada a rainha da luta individual de PvP (player vs player), por causa de suas variadas habilidades que desabilitam qualquer outra classe de executar ações, essa classe é recomendada àqueles que buscam foco em matanças efetivas no campo de guerra e em nações inimigas. Por pertencerem à profissão daqueles que usam armas de fogo, as pistoleiras contam com a habilidade da invisibilidade, o que confere a essa classe a vantagem de pegar os inimigos de surpresa. Em níveis mais altos, adquirem uma habilidade de suporte que permite usar todas as outras habilidades sem se preocupar com seus tempos de espera. Entretanto, é uma classe que deixa a desejar quando se trata de lutas contra diversos monstros, o que pode atrapalhar ou desacelerar sua evolução.
Clériga: as Clérigas representam a compaixão da deusa Aika com os Humanos. Essa classe é especializada na arte da cura, sendo capaz de aumentar os atributos de seus aliados, absorver grandes quantidades de dano e até ressuscitar seus companheiros feridos em batalhas. Seus poderes podem cancelar efeitos mágicos, retirando qualquer bônus que eles tenham conseguido com magia e ainda puni-los por tentar usar magias sobre eles mesmos. Clérigos também são excelentes lutadores contra mortos-vivos e demônios e, ainda que pareçam jovens, estes não têm medo de enfrentar batalhas para preservar o interesse da deusa Aika. Em níveis mais altos, adquirem poucas, mas consideráveis habilidades ofensivas, porque possuem magias que tornam seus inimigos frágeis contra suas habilidades de natureza sagrada. Entretanto, caso seus escudos e suas curas automáticas não sejam tão efetivos, as clérigas se tornam bem vulneráveis e as mais procuradas por aqueles que querem uma matança provavelmente fácil.
Feiticeiro Negro: é o mestre da ofensiva mágica. Por ser uma das duas classes mágicas do jogo, possui um dano incrível em lutas contra as outras quatro restantes, que são físicas. Ao longo de sua vida, o feiticeiro adquire habilidades de três naturezas: Fogo, Eletricidade e Escuridão. Em ambas escolhas, todos os Feiticeiros possuem magias de alvo e de área que, se combinadas, derrubam facilmente os oponentes. Quando em altos níveis, os feiticeiros negros possuem dois escudos que diminuem o dano recebido e ainda fortificam esse titã mágico. Em guerras é a classe mais requisitada para a matança, pois com poucas habilidades de área consegue eliminar grupos inteiros. É uma classe para aqueles que gostam de altos danos em players e monstros, o que garante eficiência no ganho de honra e na evolução. Sua desvantagem consiste na baixa defesa física e no seu ataque exclusivamente no uso de magias e não no manejo da arma, o que pode ser um problema caso essa classe seja pega despreparada.

## Mapas, nações, monstros e calabouços

### Regenshein
Regenshein é o lugar onde o Grande Profeta Giovanni obteve um refúgio do caos e abriu a era do céu. Durante a idade da terra, Regenshein era conhecida como Rubesheim. Regenshein foi à capital de Lakia durante três séculos e é o centro político, militar e da economia de Lakia. O Congresso de Lakia, a espinha dorsal do governo Lakia, está localizada em Regenshein também. O governador de Lakia, Marechal, tem a sua fortaleza Crac des Chevaliers "flutuando" no céu de Regensheim. Durante os primeiros dias da era do céu, Verband se tornou uma das áreas que mais exploravam os cidadãos de Regenshein. No entanto, como a área Amarkand no norte tornou-se deserta, o incidente também afetou Verband, transformando a área em apenas uma fazenda localizada em torno de quatro grandes fazendas. A maioria dos produtos agrícolas de qualidade colhido da região é consumida em Regenshein, mas devido aos frequentes ataques de monstros, a área agrícola tem diminuído todos os dias. O incidente tornou-se um dos problemas principais que o congresso  costumava ser uma fazenda com áreas férteis em volta do Lago Sabrina juntamente com Verband. De qualquer maneira, depois do retorno do Zerecas, a colisão entre a energia maligna e facion devastaram a área. Devido à contorção da dimensão, tudo na terra começou a ser sugado pelo céu. Os magos de GVT criaram quatro quadrados mágicos em volta de Amarkand para controlar o fenômeno. Hoje, o acesso de Amarkand é restrito para civis. Somente guardas podem entrar na área. Amarkand também é conhecida como o palco principal para atividades do clube do  Halperin. O mais importante local estratégico em Lakia conecta a todas as áreas em Lakia. A Estrada Bifurcada de Halperin também da para o Portão Tiamat, onde é o portão para outras dimensões se encontra. Batalhas inacabáveis prosseguem em torno do  Mina L’enfer Abandonada, L’enfer significa "inferno". Originalmente, L’enfer costumava ser referida como Mina Holgado. Depois que Anjos Cruéis devastaram a mina para impedir que pessoas em Lakia obtivessem Facion, a mina foi fechada e renomeada ao seu atual nome, "inferno". L’enfer possui duas zonas de minas diferentes, área de mineração, Deserto Sigmund, Quando a era dos céus começou, Fritz Sigmund, o líder dos Cahills, foi forçado a retornar a Floresta dos Mirza pelas forças de Giovanni. Quando ele realocou sua base na área, a área começou a ser referida como o Deserto de Sigmund. A área é o único lugar em Lakia que continua a carregar sinais de Cahills e também é um lar para monstros poderosos que estão acostumados a viver em Mt. Hessen, uma montanha localizada a noroeste da área. A montanha mais alta dentro da área e também é o começo do ponto para a Sítio Arqueológico Cahill. O lugar é um lar para pequenos grupos dos últimos Cahills que viajaram pelo Deserto de Sigmund. Depois de centenas de anos, hoje o sítio somente carrega os traços do passado. A área tinha água assim como um Oasis no passado, mas não há mais água. Mesmo as casas foram abaixo com o tempo devido às areias sopradas pelo vento. Somente pilares destruídos e restos das construções ex hoje.

#### Termes
Termes é conhecida por manter a Torre de Giovanni, local sagrado do mago MIG, e também por ter sido devastada após a misteriosa aparição de Hormah, uma espécie de olho que despeja radiação e lava na região.

#### Leopold
Epic II: Exodus se trata de um complexo total de 3 ilhas no céu, nomeadas: Leopold, Karena e Hestia. Leopold, a ilha do frio foi introduzida primeiro. (Com isto, o limite de nível foi de 70 para 75).
-A principal característica de Leopold é que se trata de uma área em que as 3 nações utilizam simultaneamente.
(Mesmo com Karena e Hestia)
-Cada nação tem seus próprios territórios (servidor). Em Leopold, a concorrência entre todas as nações acontece num único lugar, ao contrário de Lakia, onde isso ocorre ao utilizar o Portão Tiamat.
Todos são considerados como inimigo neste lugar, e não podendo criar aliança.

#### Alcatraz
Prisão de Lakia
Alcatraz é a prisão mais tenebrosa de Lakia, criado pela Deusa Lakia, inicialmente ela mesma julgava á todos, porém o grande Profeta Giovanni passou a assumir toda a responsabilidade de julgar os Elters e Zerecas infratores.
Após 300 anos, a Guarda Real de Regenshien foi criada,  em parceria com os 6 Discípulos de Giovanni (Elters Judicais) a Alcatraz é utilizada para prender a todos aqueles Elters que infringe qualquer Lei determinada pela Guarda Real de Regenshien.

### Nações
As nações de Aika não são apenas um nome ou bandeira para escolher, elas representam a personalidade de seus moradores e também são aquilo que motivam as guerras entre os jogadores. A escolha da nação apropriada para cada jogador implicará futuramente no sucesso das missões.

#### Nações Antigas
Ellora: os cidadãos de Ellora estão sempre preocupados com a justiça e o respeito, preservando os valores de sua nação, sua ordem e seus antepassados. São orgulhosos e acreditam na sua superioridade, porém não abrem mão de ajudar outras nações se assim for necessário. Suas batalhas são baseadas no espírito esportivo e não por outros fatores, como a vingança ou adquirir bens materiais.
Elsinore: cidadãos sociáveis e extremamente cooperativos colocam os valores do grupo como principais. Reúnem-se em guildas, grupos e com os amigos, e prezam a amizade e a convivência. Apesar de participarem de todas as guerras, costumam ter uma visão muito diferente sobre elas: as utilizam apenas para fazer alianças e amigos.
Odeon: o povo de Odeon é o menos inclinado para guerras, e tende a preferir exploração e aquisição. Costuma ser independente e normalmente não ataca outras nações primeiro, mas quando se trata de defender suas relíquias e altares, luta com força total. É muito interessado nos detalhes, no ambiente e nas próprias pessoas. Cidadãos de Odeon costumam criar seus próprios equipamentos e utilizá-los nas batalhas, por esse motivo se tornaram conhecido entre as nações como os que possuem maior conhecimento sobre o mundo.
Basílica: é uma nação militarista formada por cidadãos fortes e que respeitam a hierarquia e seus líderes. É conhecida por possuir a maior força militar e, para garantir essa superioridade nas guerras, forma ótimas estratégias e linhas de ataque. Basílica não é a nação ideal para aqueles que não seguem regras estritas e comandos militares. Essa nação é, acima de tudo, sobre eficiência de grupo de combate, e essa eficiência nunca será atingida com pensamentos livres ou questionamento de ordens.
Tibérica: motivados por sangue e por vencer batalhas, a nação de Tibérica é formada por exímios lutadores que não se importam em apelar para uma luta injusta ou imoral contanto que o resultado lhes beneficie. A natureza quase bestial dessa nação faz com que apenas os mais fortes sobrevivam nos conflitos. Apesar da grande participação em guerras, seus cidadãos não costumam possuir um forte orgulho dessa nação e preferem orgulhar-se individualmente.

#### Nações da Nova Era
Ametis: Em hora de desespero, aqueles que realmente acreditam no poder da deusa podem operar milagres, desde que sua fé seja verdadeira. Na hora mais escura da noite do ataque, muitos humanos faziam brilhar a luz da esperança que depositavam na deusa Aika por meio de suas orações, mesmo sem a resposta direta da deusa, alguns humanos reportaram pequenos milagres, como casas ruindo apenas quando o último integrante deixava a residência, Zerecas caindo mortos sem motivos aparentes e nenhum monstro foi encontrado no caminho que os grupos fizeram ao fugir das cidades.
A nação de Ametis foi formada por essas mesmas pessoas que de algum motivo tiveram suas vidas salvas pela fé que depositaram na deusa e agora tentam buscar a causa do ataque. Alguns acreditam que os humanos quebraram algum mandamento da deusa, como já tinha acontecido no passado, outros acham que é preciso investigar o mundo em busca de novos artefatos para compreender melhor os desígnios da deusa. Para evitar que a tragédia se repita, o povo de Ametis decidiu explorar o mundo em busca de conhecimento, acumulando pergaminhos, artefatos e tudo mais que possa dar alguma luz sobre o ataque sofrido. Com isso Ametis se especializou em exploração e caça, é comum ver os moradores dessa nação rondando pelos quatro cantos do mundo, prontos para ajudar qualquer um que precise da luz de Aika para afastar a escuridão dos inimigos.
Selest: A guerra pode trazer o que existe de melhor em um homem, mas também pode mostrar o que existe de pior em nós. Para os moradores de Selest, o pesadelo da noite do ataque ainda não passou, todos se lembram das vidas perdidas em combate, da dor e sofrimento que tiveram que passar. As feridas nos corpos já cicatrizaram, mas a alma dos integrantes dessa nação jamais será a mesma. Eles acreditam que o único jeito de isso nunca mais acontecer é promover o extermínio de todos os Zerecas, se possível, com requintes de crueldade. Segundo seus líderes, está na hora dos humanos serem o motivo de pesadelos entre os Zerecas e que agora os Elters serão o Juiz, Júri e Executor.
A dor da perda se misturada com a fúria que habita o coração dos habitantes de Selest os transformou, não só em relação aos inimigos, mas também às outras nações, os selestianos exigem que as outras nações também os ajudem a eliminar o mal. Eles não se importam em se misturar com outras nações, desde que o objetivo final seja a eliminação dos Zerecas. Raramente um cidadão se importará em ajudar alguém caído no campo de batalha, pois para os selestianos, você deve ser capaz de suportar seu próprio fardo e continuar lutando, se você cair em combate, significa que você não é útil para Selest. Os cidadãos de Selest são ferozes e incansáveis em combate, seus treinos são duros e constantes, pois eles juraram nunca mais tombar em combate, não importa o número de inimigos
Exion:'Tudo no universo tem uma razão para acontecer, o acaso nada mais é do que falta de vigilância e muitas vezes nós sofremos no presente pelos erros do passado. A noite do Grande Massacre de Farel foi algo que nunca mais será esquecido, não só por aqueles que presenciaram o fato, mas ficará marcado também nas lendas dos humanos por muitos milênios se depender do povo de Exion.
Para os cidadãos de Exion, cada companheiro caído, cada familiar perdido nas mãos dos Zerecas, o conhecimento e relíquias destruídos, tudo isso poderia ser evitado se os Elters tivessem sido mais vigilantes, mas eles não foram e agora essa culpa atormenta a alma de cada um dos moradores dessa nação, a dor da perda fez com que eles jurassem pela vida de todos os sobreviventes que nunca mais seriam pegos de surpresa e que é o trabalho de cada morador vigiar e defender seus irmãos, juramento essa que é levado a sério, falhas não serão aceitas e aqueles que agirem de forma leviana, serão banidos da nação.
Talvez pelo fardo da culpa que eles carregam, a preocupação dessa nação beira à paranoia, sempre atentos com suas defesas e podem ser considerados mestres em espionagem e planejamento tático, seja contra os Zerecas, seja espionando as outras nações, pois eles acreditam que apenas Exion pode exercer a função de patrulhar o mundo de forma correta e sem falhas.
Os moradores de Exion são um povo que pensam muito antes de agir e nunca partem para uma luta sem uma estratégia definida e sempre se preocupando com a proteção de sua nação, é praticamente impossível pegar alguém de Exion desprevenido.

### Pran
As Prans são pequenas criaturas místicas que acompanham os Elters durante toda sua jornada por Aika Online. São elas que garantem certos buffs ao jogadores e exercem um papel de suporte diante de batalhas envolvendo player versus player. Além de serem companheiras fieis inclusive em conversas entre os personagens, cada Pran além de possuir um respectivo elemento ainda pode ser treinada a partir de uma das seis personalidades disponíveis no jogo.Elas evoluem no lvl 20 para forma adolescente e no lvl 50 para forma adulta no qual ganha asas.A cinco tipos de pran, bonitinha, hiperativa, sexy, irritada, forte, intelectual, é possível modificar a personalidade delas de acordo com as respostas das perguntas solicitada aos jogadores.

### Monstros Mutantes
Em Aika Online existem monstros mutantes em determinadas áreas de Lakia, Leopold, Karena e Diskeroa que necessitam ser enfrentados em grupos. Dependendo da habilidade do jogador é possível vencê-los sem nenhuma ajuda. Estes monstros dão mais exp e podem dropar itens valiosos. Eis a lista de monstros mutantes:
- Planta Carnívora Mutante (parte central e leste do mapa) = Floresta Ungor. lvl 51 ao 53.
- Cão Mutante Croshu (parte leste do mapa) = Floresta Ungor. lvl 54 ao 55.
- Croshu Mutante das Cinzas = Floresta Cinzenta. lvl 59 ao 64.
- Buto Mutante = Floresta Cinzenta. lvl 56 ao 58.
- Penza Poderosa Mutante = Termes(parte  poluída). lvl 65 ao 70.
- Verit Mutante = Termes(parte de lava). lvl 65 ao 75.
- Tita de Facion Mutante(parte  central) = Leopold. lvl 71+.
- Mamute Mutante(parte sul) = Leopold. lvl 71+.
- Wivern Mutante = Leopold. Floresta Escondida. lvl 71+.
- Guru Mutante Cruel = Karena. lvl 71+.
- Gara Mutante Cruel = Karena. lvl 75+.
- Guru Mutante Violento = Karena. lvl 71+.
- Gara Mutante Violento = Karena. lvl 75+.
- Etos Mutante = Diskeroa. lvl 80+.
- Gerion Mutante = Diskeroa. lvl 80+.
- Predadora da Alma Mutante = Diskeroa. lvl 85+.

### Calabouços
- Templo Úrsula lvl 10 normal, 16 difícil, 20 elite, 50 infernal
- Navio de Evgenia Inferior, lvl 21 normal, 25 difícil, 32 elite, 50 infernal
- Navio de Evgenia Superior, lvl 30 normal, 32 difícil, 40 elite, 55 infernal
- Mina 1 lvl 40 normal, 45 difícil, 52 elite, 75 infernal
- Mina 2 lvl 48+ Modo Raid (2 Grupos de 6 jogadores)
- Jardim Suspenso de Mirza lvl 55 normal,5 8 difícil,6 3 elite,8 5 infernal
- Prisão da Morte, lvl 61 normal, lvl 65 difícil, 71 elite
- Caverna Lycan, lvl 72 normal, 75 difícil, 79 elite, 90 Infernal
- Ariela lvl 72 normal ,75 difícil ,79 elite
- Estrada espiral, lvl 77 normal, 80 difícil, 82 elite
- Portão do Abismo, lvl 85 normal, 87 difícil, 90 elite
- Tiryantor lvl 80+ Modo Raid (2 Grupos de 6 jogadores)
- Aquados, lvl 80+ Modo Raid (4 Grupos de 6 jogadores)
- Cauchemar, lvl85+ Modo Raid (2 grupo de 6 jogadores)

## Capítulo 1
EPIC I: Trisaghion
O que significa Trisaghion?
Trisaghion ou Trisagion é um hino, especialmente nas igrejas ortodoxas, como uma invocação tripla de Deus.
No mundo de Aika Online podemos assumir que o Epic I ser chamado de Trisagion é onde a Deusa AIka faz a invocação de suas três criações. Os Humanos os Zerecas e as Prans.
Obs: Os “Elters” fazem partes dos Humanos com poderes.

## Capítulo 2
EPIC II: Exodus
O que significa Exodus?
Exodus ou Êxodo significa saída do país de um grande número de pessoas ou de um povo; emigração. O segundo livro do Pentateuco, onde se narra a saída dos Hebreus do Egipto; O fecho das tragédias gregas.
No mundo de Aika Online isso é simbolizado como ida dos humanos para a ilha flutuante de Lakia, como a Deusa Aika tinha se revelado para o Profeta humano, Giovanni ordenando-o a fazer um êxodo em massa até a ilha de Lakia para então ela poder fazer ao poder dela e dos Facions.

## Capítulo 3
EPIC III: Dispheron Warfare  
EPIC III: Descent 
O que significa Descent?
Descent ou Dispheron Warfare (Guerra de Dispheron) como é chamado no nosso Aika Online, simboliza a falha dos Facions que sustentam a ilha de Lakia que aos poucos está fazendo com que a ilha vá caindo. Com a baixa altitude de Lakia se descobre as terras de Disckeroa, uma terra onde se encontra a colônia A0180 que vários Elters se juntaram e formaram.
Há também a Área do Massacre Elter, que foi encontrara por Alia, um dos Soldados Elters de Elite que andava em caravana por esta área. Por o local estar cheio de corpos ficou chamado de “Área do Massacre Elter”.
Área onde os gigantes Etos vivem, o Vale do Silêncio. A zona começa logo após a Área do Massacre Elter e vai até o Portão do Abismo. No passado foi um lindo vale com águas prateados com Facion mas agora é um local extremamente venenoso devido as ações dos Zereka.
Depósito de almas localizado no lado leste do Vale do Silêncio. Foi uma área de pesquisas de Facion e outros recursos antes dos antigos humanos perecerem. Era o local mais desenvolvido de Disckeroa, local também de grandes mudanças.
A passagem para a Terra da Lamentação fica a Oeste do Depósito de Almas. Há rumores de que os Elters que desapareceram de Lakia, Leopold e Karena durante a batalha estariam vivos, aparecendo na Terra da Lamentação. As famílias dos desaparecidos arriscaram suas próprias vidas indo até lá. No entanto, eles não tiveram escolha a não ser voltar, deixando lamentações pelos Elters que sofreram uma lavagem cerebral feita. EPIC III: Nova Era  Este Capítulo simboliza a queda dos Discípulos de Giovanni e a redenção do novo mundo Krizon

## Discípulos de Giovanni
O Profeta Giovanni, há mais ou menos 250 anos escolheu 6 de seus discípulos para representar ele em Lakia, tendo o poder do "Elter Judicial" ou conhecido em toda Lakia como "Guardiões"
Eles tiveram o poder de Julgar e prender todos aqueles Elters que não vai de acordo com as leis de Regenshein, ajudando com a Guarda Real de Regenshein, tendo poder nos dois Mundos Lakia e Krizon.
Eles ficam 24 horas observando todas as Guerras em Lakia, tais como Guerras de Relíquias, Guerras de Altar, Guerras de Leopold e a mais importante da nação, a Guerra do Castelo a qual decide o Marechal.

### Para saber mais
- Aika Online
- Ongame Brasil